# Ист-Стаффордшир
Ист-Стаффордшир (Восточный Стаффордшир, англ. East Staffordshire) — неметрополитенский район (англ. non-metropolitan district) со статусом боро в церемониальном графстве Стаффордшир в Англии. Административный центр — город Бертон-апон-Трент.

## География
Район расположен в восточной части графства Стаффордшир, граничит с графством Дербишир.

## Состав
В состав района входят 2 города:
- Аттоксетер
- Бертон-апон-Трент

и 36 общин (англ. Civil parish)